# آزرمي دخت
آزرمي دخت هي بنت كسرى أبرويز. خلفت أختها بوراندخت ملكة على فارس - إيران حاليا - عام 631، ودام حكمها ستة أشهر. قتلت فاروخ هرمزد حاكم خراسان لأنه طلب الزواج منها فرفضت. استدعته ثم أمرت بقتله. ثم انتقم منها ابنه رستم بأن سمل عينيها ثم قتلها بعد أن زحف على المدائن عاصمتها في جيشه. ساهم قتلها في تعميق فوضى الحكم في بلاد فارس قبيل مجئ الفتح الإسلامي للبلاد.